# يوهان غوتفريد روزنبرغ
يوهان غوتفريد روزنبرغ (بالألمانية: Johann Gottfried Rosenberg)‏ هو مهندس معماري ألماني، ولد في 1709 في فولدك في ألمانيا، وتوفي في 4 يونيو 1776 في شلسفيغ في ألمانيا.

## معرض صور

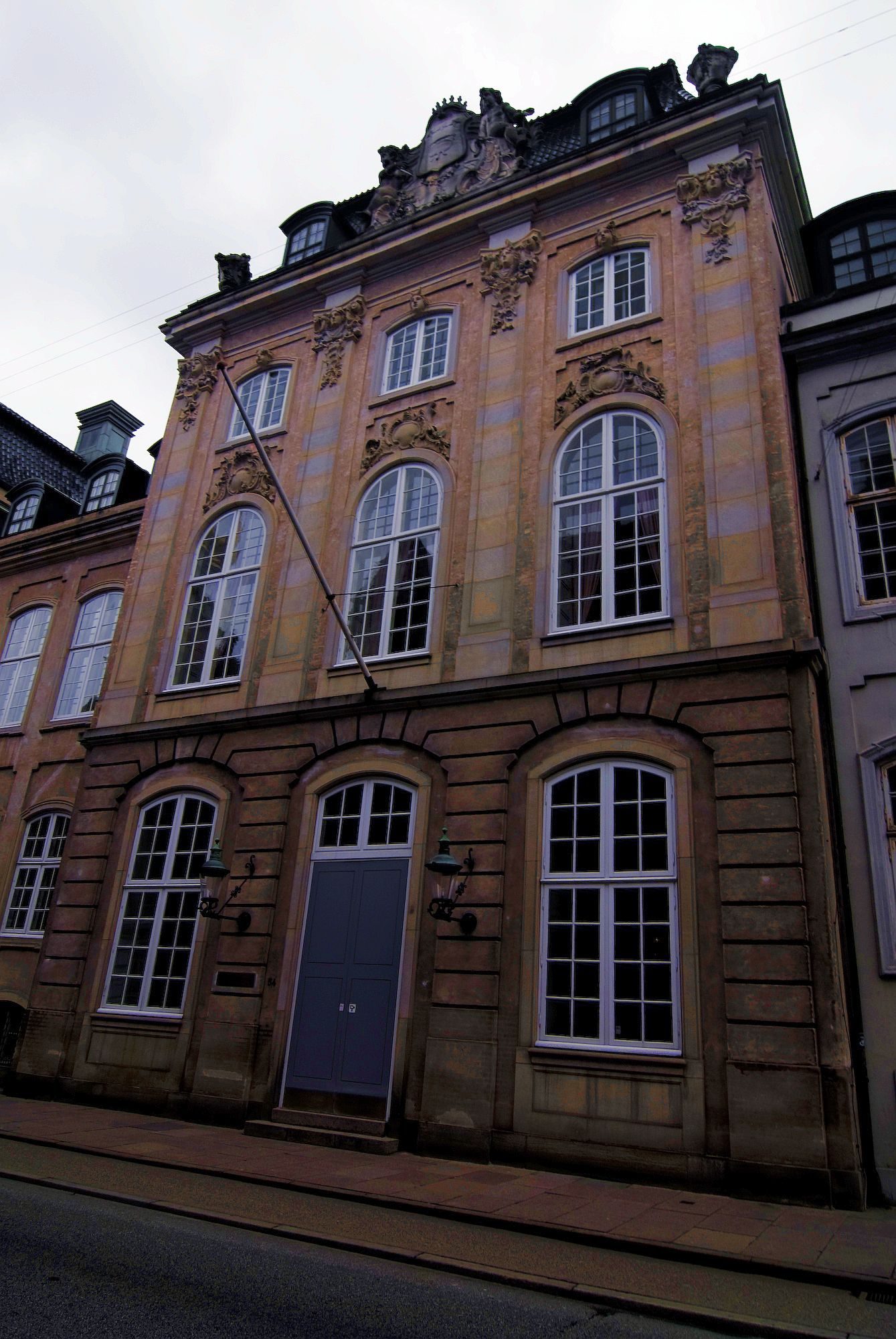
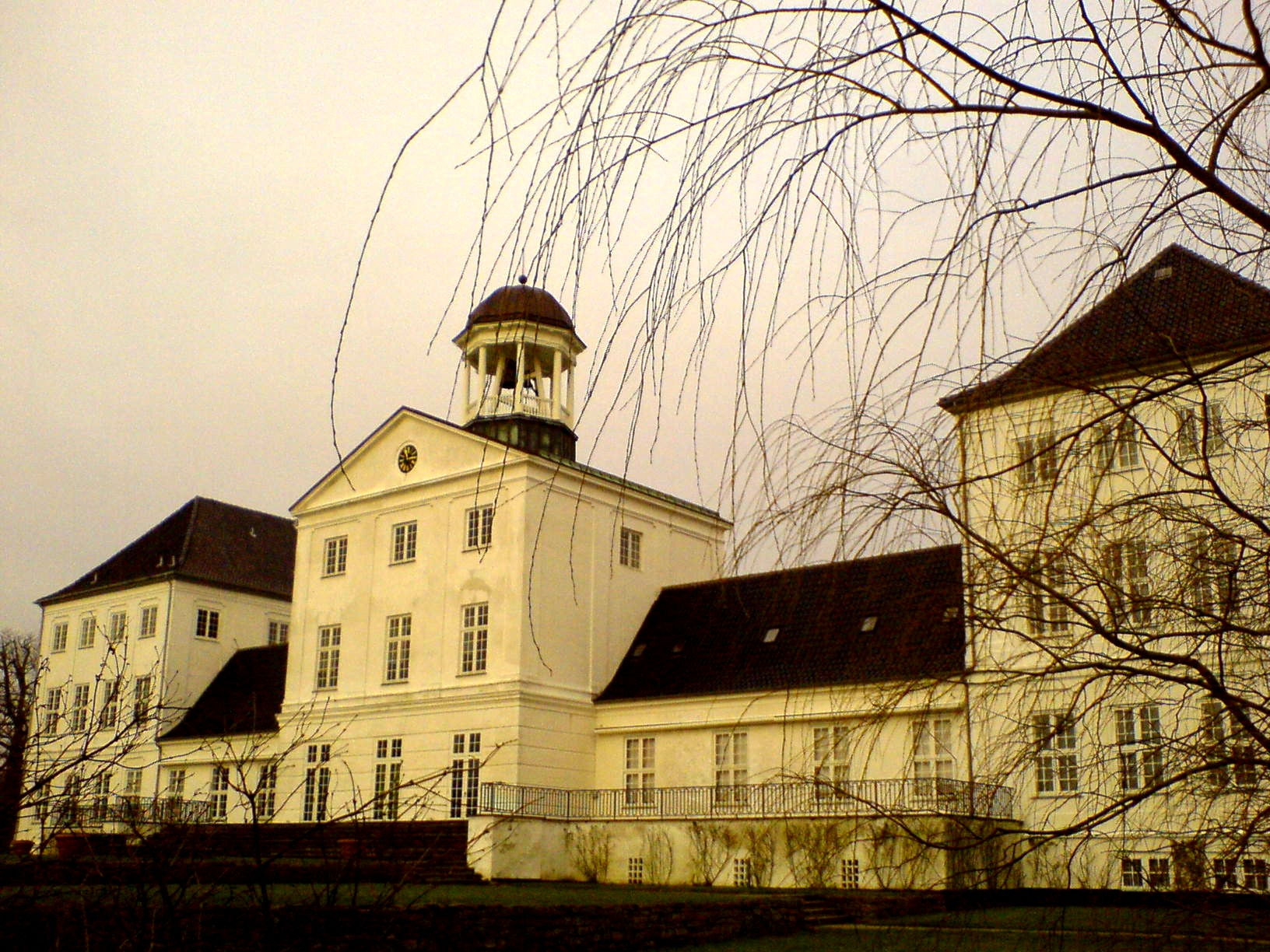
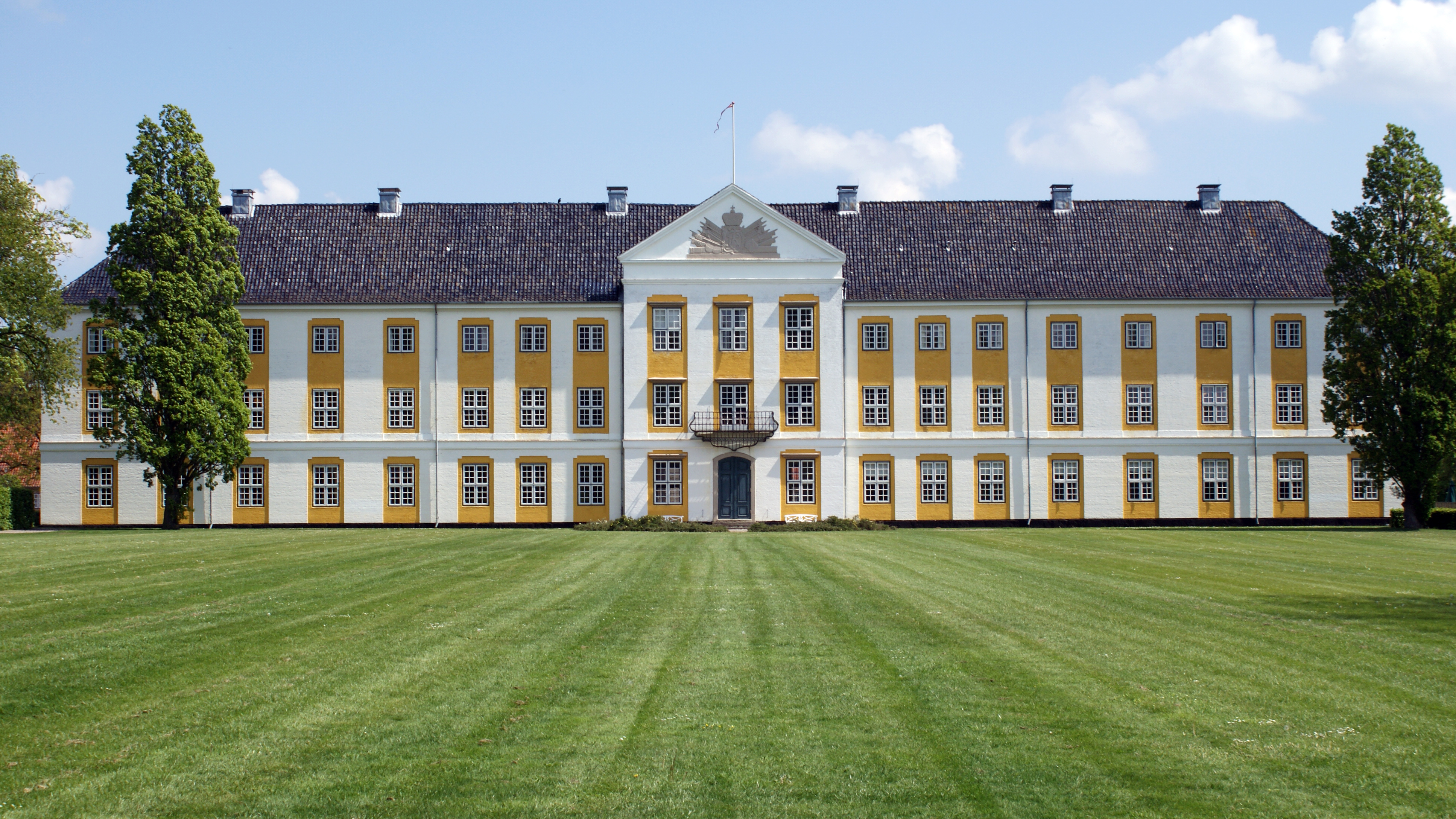
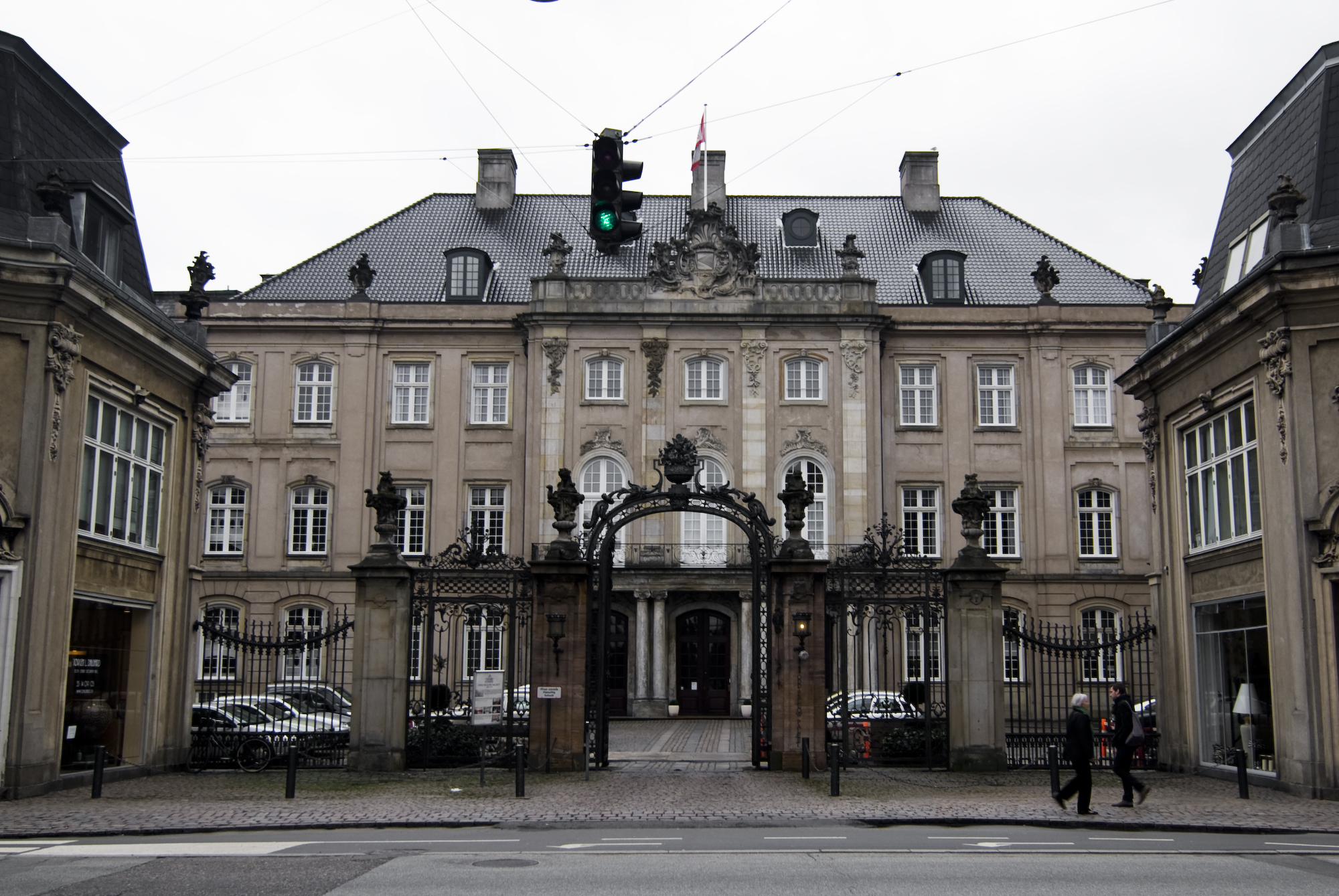